# Felderimyia fuscipennis
Felderimyia fuscipennis är en tvåvingeart som beskrevs av Friedrich Georg Hendel 1914. Felderimyia fuscipennis ingår i släktet Felderimyia och familjen borrflugor. Inga underarter finns listade i Catalogue of Life.